# Coupe Kirin 2005
La Kirin Cup 2005 est la vingt-sixième édition de la Coupe Kirin. Elle se déroule en mai 2005. Elle oppose le Japon, les Émirats arabes unis et le Pérou.

## Résultats
| 22 mai 2005 | Japon | 0 – 1 | Pérou        | Niigata Stadium, Niigata                      |                                               |
|             |       |       | Vassallo 94e | Spectateurs : 39 856 Arbitrage : Ľuboš Micheľ | Spectateurs : 39 856 Arbitrage : Ľuboš Micheľ |

| 24 mai 2005 | Pérou | 0 – 0 | Émirats arabes unis | Toyota Stadium, Toyota |
|             |       |       |                     | Spectateurs : 6 536    |

| 27 mai 2005 | Japon | 0 – 1 | Émirats arabes unis | National Stadium, Tokyo                       |                                               |
|             |       |       | Haidar Alo Ali 69e  | Spectateurs : 53 123 Arbitrage : Ľuboš Micheľ | Spectateurs : 53 123 Arbitrage : Ľuboš Micheľ |

## Tableau
| Équipe              | Pts | J | V | N | D | Bp | Bc | Dif |
| ------------------- | --- | - | - | - | - | -- | -- | --- |
| Pérou               | 4   | 2 | 1 | 1 | 0 | 1  | 0  | +1  |
| Émirats arabes unis | 4   | 2 | 1 | 1 | 0 | 1  | 0  | +1  |
| Japon               | 0   | 2 | 0 | 0 | 2 | 0  | 2  | -2  |

## Vainqueur
| Vainqueurs Kirin Cup 2005 Pérou 2e titre | Vainqueurs Kirin Cup 2005 Émirats arabes unis 1er titre |